# Södra utmossen
Södra utmossen ist ein Moor auf der schwedischen Ostseeinsel Öland.
Südlich des Moors beginnt das Stora Alvaret, nördlich der Mittlandsskogen. Direkt nordwestlich vom Moor liegt das kleine Dorf Lenstad.
Das Moor ist nicht in seinem natürlichen Zustand erhalten. Durch menschliche Eingriffe wie der teilweisen Abgrabung des Moors ist das Feuchtgebiet einer verstärkten Verlandung ausgesetzt. Es bestehen jedoch Bemühungen mit Maßnahmen der Renaturierung diesen Prozessen entgegenzuwirken.
Im Moor kann die Trauerseeschwalbe beobachtet werden. In der Fauna wird das Feuchtgebiet von der Steifen Segge dominiert.